# Roca Granito
Der Roca Granito (spanisch für Granitfelsen) ist ein Klippenfelsen aus Granit im Archipel der Südlichen Shetlandinseln. Auf der Ostseite des Kap Shirreff am nördlichen Ende der Johannes-Paul-II.-Halbinsel der Livingston-Insel ragt er ufernah in der Bahía Mansa auf.
Wissenschaftler der 45. Chilenischen Antarktisexpedition (1990–1991) benannten ihn.